# 合气道 (电影)
《合气道》（英語：Hapkido）是1972年上映的一部香港電影，由黄枫执导，茅瑛等人出演。该电影主演讲述几个学习合气道的学生和日本黑帮的故事。该电影在北美以“Lady Kung Fu”名字上映。

## 劇情簡介
故事发生在1934年被日本占领的朝鲜，有三个在朝鲜留学的中国学生与当地的日本人发生了矛盾。
多年后这些留学生毕业后回到了中国，不过由于和当地日本人发生了矛盾，虽说这三个人曾多次与日本人交涉，但是却导致这三个人中的两个人被杀，其后，另外一个人与其家人将日本黑帮击杀。

## 演员
- 茅瑛
- 洪金宝
- 黄家达
- 白鹰
- 黄仁植
- 薛家燕
- 梁小龙
- 成龙
- 林正英
- 元奎
- 曾楚霖
- 池汉载
- 刘准
- 吴元俊
- 郝履仁
- 魏平澳
- 元彪
- 孙岚
- 陈会毅

## 其他
- 该作曾在票房中短暂的超过了电影《龙争虎斗》[3]
- 该作在2006年进行重新录制和修复。[4]

## 備註
1. ↑  David A. Cook. . 15 March 2002: 267  [2016-02-27]. ISBN 9780520232655.
2. ↑  Bill Palmer; Karen Palmer; Ric Meyers. . January 1995: 147  [2016-02-27]. ISBN 9781461672753.
3. ↑  Desser, David. . Fu, Poshek; Desser, David  (编). . Cambridge University Press. 2002: 19–43 (34)  [2023-08-17]. ISBN 978-0-521-77602-8. （原始内容存档于2024-03-05）.
4. ↑  . Dvdtalk.com.   [2016-02-27]. （原始内容存档于2020-03-03）.

## 相關連結
- 互联网电影数据库（IMDb）上《合气道》的资料（英文）
- 豆瓣电影上《合气道》的資料 （简体中文）
- 香港影庫上《合气道》的資料（繁體中文）
- 爛番茄上《合气道》的資料（英文）